# Virgen del Rosario (Alonso Cano)
El lienzo de la Virgen del Rosario, ubicado en la capilla del mismo nombre, en la Catedral de Málaga, es obra del pintor, escultor, arquitecto y diseñador granadino Alonso Cano (1601-1667), el cual residió en la capital malagueña entre 1664 y 1666 aproximadamente, período en el que ostentaba el cargo de racionero de la Catedral. En estos casi dos años, el pintor granadino solo llevó a cabo una obra pictórica, que responde a un encargo del entonces obispo de Málaga, Fray Alonso de Santo Tomás, el lienzo de la Virgen del Rosario.
Este lienzo cuenta con una importante carga de valores artísticos, históricos y culturales, que lo destacan del conjunto de bienes muebles que componen el programa decorativo e iconográfico de la catedral malagueña, motivo por el cual está incluido de forma individual en el Catálogo General de Patrimonio Histórico Andaluz como Bien de Interés Cultural.

## Descripción
La obra pictórica de la Virgen del Rosario tiene unas dimensiones de 3,56 × 2,18 metros, y responde a la técnica de óleo sobre lienzo. La pintura es una composición triangular con dos niveles diferenciados jerárquicamente. En la parte inferior se representa el mundo terrenal y en la superior, el celestial.
La zona inferior está presidida por Santo Domingo, ataviado con el hábito de la orden, barbado y tonsurado. Con su brazo izquierdo se apoya en San Francisco, uno de los bastiones de la Iglesia católica, ataviado con el hábito gris y cordón a la cintura, quien a su vez se apoya sobre el hombro de Santo Domingo. La escena se completa con la representación de San Ildefonso y Santa Teresa, en el lado derecho, y Santo Tomás de Aquino y Santa Catalina de Siena, en el izquierdo. Todos ellos contemplan asombrados la visión celestial de la Virgen María con el Niño.
La parte superior, por tanto, está presidida por la Virgen María con el Niño, sobre un trono de nubes que descansa sobre dos fustes estriados, y rodeada por cinco angelotes que portan los atributos de los cuatro santos que componen la escena terrenal. Los ángeles del centro hacen entrega del Rosario y la Cruz a Santo Domingo y a San Francisco. San Ildefonso y Santa Teresa reciben el báculo y la pluma, y Santo Tomás y Santa Catalina, la pluma y la corona.
La escena celestial se representa en una atmósfera de tonos vibrantes y dorados, en la que destacan la túnica y el manto de la Virgen, propio en las obras de Alonso Cano, y ello en fuerte contraste con la escena terrenal en la que predominan los tonos grises y pardos. En esta obra, realizada en sus últimos años de vida, durante su etapa de madurez, se aprecia claramente la influencia de la pintura renacentista, fruto de su estancia en la Corte madrileña, sobre todo en la simetría de la composición, la pincelada suelta y la gama cromática.
Existen varias interpretaciones acerca del significado de esta obra. Rosario Camacho sostiene que podría tratarse de una advocación de la Virgen de las Calamidades o de la Peste, a causa de los desastres que habían asolado la ciudad. Otra interpretación estaría relacionada con la Virgen del Patrocinio, advocación fomentada por el rey Felipe IV, y ratificada por bula del Papa Alejandro VII. Sin embargo, Juan Antonio Sánchez interpreta el lienzo como una evocación del texto eclesiástico de la doctrina inmaculadista.